# Nossa Senhora Auxiliadora
Nossa Senhora Auxiliadora é uma das formas de devoção da Virgem Maria, entre os católicos romanos.

## Devoção
Nossa Senhora Auxiliadora, cuja devoção remonta à vitória da armada cristã na Batalha de Lepanto, em 1571, comandada por Dom João da Áustria que, invocando o auxílio da Virgem, afastou o perigo maometano da Europa. Em agradecimento, o Papa Pio V, incluiu na Ladainha de Nossa Senhora o epíteto de Auxiliadora dos Cristãos.
A festa de Nossa Senhora Auxiliadora foi promulgada por Pio VII, no ano de 1816, tão logo foi libertado do cativeiro a ele imposto por Napoleão Bonaparte. O nome é bastante popular entre os católicos, sendo bastante usual como antroponímico. Em Porto Alegre o bairro Auxiliadora é nomeado em sua homenagem e em Campinas o Liceu Salesiano tem seu nome. O dia de Nossa Senhora Auxiliadora é comemorado em 24 de maio.

## Oração
Santíssima e Imaculada Virgem Maria, nossa carinhosa Mãe e poderoso auxílio dos cristãos, nós nos consagramos inteiramente ao vosso doce amor e ao vosso santo serviço. Consagramo-vos o entendimento com os seus pensamentos, o coração com os seus afetos, o corpo com os seus sentidos e com todas as suas forças, e prometemos querer sempre trabalhar para dar a Deus uma grande alegria: a realização e felicidade de todas as pessoas.
Acolhei-nos todos sob o vosso manto, ó Maria Auxiliadora. Ajudai-nos a recorrer a vós nas tentações, prontamente e com confiança. Fazei que a vossa lembrança tão boa, tão cara, tão amável, e a recordação do amor que tendes para com vossos devotos nos conforte, e nos faça vencedores, por meio do amor evangélico, dos inimigos do Reino, a fim de podermos, já nesta terra, viver o céu. Amém.

## Padroeira
- Nossa Senhora Auxiliadora é padroeira de Goiânia (capital do estado de Goiás); Iporá, estado de Goiás; Bagé,[2] cidade do sudoeste gaúcho; de Iraí, cidade do extremo norte do Rio Grande do Sul; de Santa Maria do Pará, cidade do nordeste paraense; de Colorado, cidade paranaense; Vilhena, cidade sul de Rondônia; Porto Velho (capital de Rondônia); Rio Verde de Mato Grosso; Amambai (Mato Grosso do Sul); Eunápolis, cidade do extremo sul da Bahia; Marilândia, cidade no noroeste do Espírito Santo; Senador Canedo; Canarana (Mato Grosso) e Progresso (Rio Grande do Sul).

### Velas votivas em Bagé
Em 1943, o padre Edgar Aquino Rocha, pediu para a população bageense, que escurecesse a cidade e deixasse apenas uma vela na janela em alusão aos bombardeios que estavam ocorrendo por conta da 2ª Guerra Mundial. Ele também pedia que Nossa Senhora Auxiliadora trouxesse os trinta e três Pracinhas de Bagé de volta com vida. A atitude do padre deu início a esta tradição que faz votos de paz. Os anos passaram, as velas continuaram a ser acesas como forma de devoção à Nossa Senhora Auxiliadora. Até os dias de hoje, em Bagé, no dia 24 de maio, além da procissão, as janelas das residências são iluminadas com velas em homenagem à Padroeira. É Padroeira também da Associação Missionária Amanhecer(AMA) de padre João Carlos, no Recife.

### O caso das velas da devoção
Um acidente automobilístico ocorreu no dia 12 de maio de 2011. Em torno das 5h da madrugada, o motorista Daniel Dias Pereira saiu de Caçapava do Sul, na região central do Rio Grande do Sul, com mil velas divididas em dez caixas. Alguns quilômetros após deixar a cidade, na BR 153, ele perdeu o controle do carro numa curva e colidiu com um furgão, contra uma parede de pedras, que fica ao lado da estrada. O automóvel que ele conduzia teve perda total, mas o motorista nada sofreu, e nenhuma vela quebrou.
“Tem algo estranho em toda a história. As caixas vinham bem acondicionadas, mas se bateram, poderiam ter quebrado”, diz Daniel. “Tantas coisas acontecem, que não duvido de nada”, reflete.
Proprietária de uma loja em Bagé, a comerciante Adriana Caminha foi quem encomendou o carregamento de velas para revender à Paróquia de Nossa Senhora Auxiliadora, que realizaria a procissão em homenagem à Nossa Senhora Auxiliadora no dia 24 de maio. “Quando fiquei sabendo que o carro tinha dado perda total, falei que só por um milagre as velas se salvariam”, contou.
O fato correu a cidade e, segundo a comerciante, aumentou a procura pelas velas. “A procura foi bem maior. Hoje em dia é tão raro um milagre. Essas velas já vieram bentas”, crê a comerciante.

#### Janelas de Maio
A prefeitura de Bagé lançou, em 2011, salientar o hábito da colocação de velas nas janelas no dia 24 de maio através do concurso “Janelas de Maio”. A comissão julgadora percorre as principais ruas e bairros da cidade observando as decorações mais criativas alusivas à Santa. Enfeitar janelas com velas acesas e vitrais coloridos são tradições que existem desde a década de 40  em Bagé, assim como carregar velas acesas durante a procissão.

#### Procissão luminosa
Também em Bagé, nas noites de 24 de maio, após missa realizada na Igreja Nossa Senhora Auxiliadora, ocorre uma procissão em homenagem à Santa. Os milhares de fiéis percorrem as ruas do centro da cidade, com a maioria carregando velas.